# Lista stațiilor de metrou din Baku
Aceasta este o listă a stațiilor metroului din Baku:

## Cronologia extinderii rețelei
| Cale                         | Data intrării în funcțiune | Lungime |
| ---------------------------- | -------------------------- | ------- |
| İçərişəhər-Nəriman Nərimanov | 6 noiembrie 1967           | 6,5 km  |
| 28 Mai-Şah İsmail Xətai      | 22 februarie 1968          | 2,3 km  |
| Nəriman Nərimanov-Ulduz      | 5 mai 1970                 | 2,1 km  |
| Ulduz-Neftçilər              | 7 noiembrie 1972           | 5,3 km  |
| 28 Mai-Nizami Gəncəvi        | 31 decembrie 1976          | 2,2 km  |
| Nəriman Nərimanov-Bakmil     | 28 martie 1979             | 0,5 km  |
| Nizami Gəncəvi-Memar Əcəmi   | 31 decembrie 1985          | 6,5 km  |
| Neftçilər-Əhmədli            | 28 aprilie 1989            | 3,3 km  |
| Cəfər Cabbarlı               | 27 decembrie 1993          | 0,15 km |
| Əhmədli-Həzi Aslanov         | 10 decembrie 2002          | 1,4 km  |
| Memar Əcəmi-Nəsimi           | 9 octombrie 2008           | 2,1 km  |
| Nəsimi-Azadlıq prospekti     | 30 decembrie 2009          | 1,3 km  |
| Azadlıq prospekti-Dərnəgül   | 29 iunie 2011              | 1,5 km  |
| Memar Əcəmi-2-Avtovağzal     | 19 aprilie 2016            | 2,1 km  |
| Memar Əcəmi-2-8 Noyabr       | 29 mai 2021                | 1,4 km  |
| Avtovağzal-Xocəsən           | 23 decembrie 2022          | 2,2 km  |
| Totală                       | 27 stații                  | 40,3 km |

## Stații
| Linia 1            | Linia 1                    | Linia 1            | Linia 1 |
| Stație             | Data intrării în funcțiune | Tip                | Schimb  |
| ------------------ | -------------------------- | ------------------ | ------- |
| İçərișəhər         | 6 noiembrie 1967           | Stație subterană   |         |
| Sahil              | 6 noiembrie 1967           | Stație subterană   |         |
| 28 May             | 6 noiembrie 1967           | Stație subterană   | Linia 2 |
| Gənclik            | 6 noiembrie 1967           | Stație subterană   |         |
| Nəriman Nərimanov  | 6 noiembrie 1967           | Stație subterană   |         |
| Ulduz              | 5 mai 1970                 | Stație subterană   |         |
| Koroğlu            | 6 noiembrie 1972           | Stație subterană   |         |
| Qara Qarayev       | 6 noiembrie 1972           | Stație subterană   |         |
| Neftçilər          | 6 noiembrie 1972           | Stație subterană   |         |
| Bakmil             | 28 martie 1979             | Stație supraterană |         |
| Xalqlar Dostluğu   | 28 aprilie 1989            | Stație subterană   |         |
| Əhmədli            | 28 aprilie 1989            | Stație subterană   |         |
| Həzi Aslanov       | 10 decembrie 2002          | Stație subterană   |         |
| Linia 2            |                            |                    |         |
| Stație             | Data intrării în funcțiune | Tip                | Schimb  |
| Xətai              | 28 februarie 1968          | Stație subterană   |         |
| Nizami             | 31 decembrie 1976          | Stație subterană   |         |
| Elmlər Akademiyası | 31 decembrie 1985          | Stație subterană   |         |
| İnșaatçılar        | 31 decembrie 1985          | Stație subterană   |         |
| 20 Yanvar          | 31 decembrie 1985          | Stație subterană   |         |
| Memar Əcəmi        | 31 decembrie 1985          | Stație subterană   | Linia 3 |
| Cəfər Cabbarlı     | 27 decembrie 1993          | Stație subterană   | Linia 1 |
| Nəsimi             | 9 octombrie 2008           | Stație subterană   |         |
| Azadlıq prospekti  | 30 decembrie 2009          | Stație subterană   |         |
| Dərnəgül           | 29 iunie 2011              | Stație subterană   |         |
| Linia 3            |                            |                    |         |
| Stație             | Data intrării în funcțiune | Tip                | Schimb  |
| Memar Əcəmi-2      | 19 aprilie 2016            | Stație subterană   | Linia 2 |
| Avtovağzal         | 19 aprilie 2016            | Stație subterană   |         |
| 8 Noyabr           | 29 mai 2021                | Stație subterană   |         |
| Xocəsən            | 23 decembrie 2022          | Stație supraterană |         |

## Denumiri schimbate
Numele unor stații a fost schimbat de-a lungul timpului.
| Nume vechi            | Nume nou     | Data redenumirii  |
| --------------------- | ------------ | ----------------- |
| Șaumyan               | Xətai        | 11 mai 1990       |
| 26 Bakı Komissarı     | Sahil        | 9 aprilie 1992    |
| XI Qızıl Ordu Meydanı | 20 Yanvar    | 27 aprilie 1992   |
| 28 Aprel              | 28 May       | 9 aprilie 1992    |
| Avrora                | Qara Qarayev | 27 aprilie 1992   |
| Elektrozavod          | Bakmil       | 1 ianuarie 1993   |
| Bakı Soveti           | İçәrișәhәr   | 25 aprilie 2007   |
| Məșədi Əzizbəyov      | Koroğlu      | 30 decembrie 2011 |